# 2.ª División Hermann Göring
La 2.ª División Panzergrenadier de Paracaidistas Hermann Göring (en alemán: Fallschirm-Panzergrenadier-Division 2. Hermann Göring) fue una unidad militar alemana formada el 24 de septiembre de 1944 en el área de Radom. Posteriormente se unió a la 1.ª División Hermann Göring (en alemán: 1. Fallschirm-Panzer-Division Hermann Göring) para formar el Cuerpo Panzer de Paracaidistas Hermann Göring. Después de intensos combates contra el ejército soviético en Prusia, Pomerania, Silesia y Sajonia, el Cuerpo se rindió a las tropas soviéticas el 8 de mayo de 1945.

## Historia
El Fallschirm-Panzerkorps Hermann Göring se formó a principios de octubre de 1944, y la Fallschirm-Panzergrenadier Division 2 Hermann Göring, junto con su división Panzer hermana, la División Panzer Hermann Göring, fue transferida al mando del cuerpo. Luego, el Panzerkorps fue transferido a la región de Prusia Oriental-Curlandia para detener la ofensiva soviética que ya había logrado el aislamiento del Grupo de Ejércitos Norte en la bolsa de Curlandia y ahora tenía como objetivo la captura de Prusia Oriental. El Panzerkorps estuvo involucrado en intensos combates defensivos cerca de Gumbinnen, y cuando el asalto soviético se paró a finales de noviembre, el Panzerkorps estableció líneas defensivas estáticas.
La masiva ofensiva soviética del Vístula-Óder atrapó al Panzerkorps Hermann Göring en la bolsa de Heiligenbeil junto con el resto del 4.º Ejército. En febrero, la División de élite Großdeutschland del Heer se incorporó al cuerpo.
A pesar de varios intentos de escapar, el Panzerkorps tuvo que ser evacuado por mar a Świnoujście, en Pomerania. Al desembarcar, fue devuelto al combate, defendiendo la línea Óder-Neisse contra los ataques soviéticos hasta mediados de marzo. Para reforzar la fuerza del cuerpo, se adjuntó a la unidad la División de élite Brandeburgo.
En abril, los restos del Panzerkorps Hermann Göring fueron enviados a Silesia y, en intensos combates, fueron empujados lentamente hacia Sajonia. El 22 de abril, la Fallschirm-Panzer-Division 1. Hermann Göring fue una de las dos divisiones que rompieron la línea entre el 2.º Ejército polaco (Ejército Popular Polaco o LWP) y el 52.º Ejército soviético, en una operación cerca de Bautzen, destruyendo partes de sus trenes de comunicaciones y logística y dañando gravemente a la 5.ª División de Infantería polaca (LWP) y a la 16.ª Brigada de Tanques antes de ser detenida dos días después.
A principios de mayo, el Panzerkorps estaba posicionado cerca de la capital sajona, en Dresde. Los restos del cuerpo intentaron escapar hacia el oeste para rendirse a los estadounidenses que estaban detenidos en el río Elba. A pesar de los intentos de fuga, el cuerpo fue rodeado y, aunque varios grupos pequeños lograron avanzar hacia el oeste, la mayoría del cuerpo se rindió a los soviéticos el 8 de mayo de 1945.

## Comandantes en Jefe
- Generalmajor Erich Walther, 24 de septiembre - noviembre de 1944
- Oberst Wilhelm Söth, noviembre de 1944 - enero de 1945
- Oberst Georg Seegers (Heer), febrero - marzo de 1945
- Oberst Helmuth Hufenbach, marzo de 1945 - 27 de marzo de 1945
- Generalmajor Erich Walther, marzo - mayo de 1945